# (2,4,6-Triméthylphényl)or
Le (2,4,6-Triméthylphényl)or est un composé chimique de formule (CH3)3C6H2Au. Il s'agit d'un mésityle organométallique comportant un atome d'or. Il se présente sous forme d'un pentamère macrocyclique dans lequel des atomes de carbone des groupes aryle jouent le rôle de ponts entre atomes d'or adjacents.
On obtient ce composé en faisant réagir du chlorure de carbonyle d'or Au(CO)Cl avec un mésityle organomagnésien (réactif de Grignard).